# Transport kolejowy w Szwecji

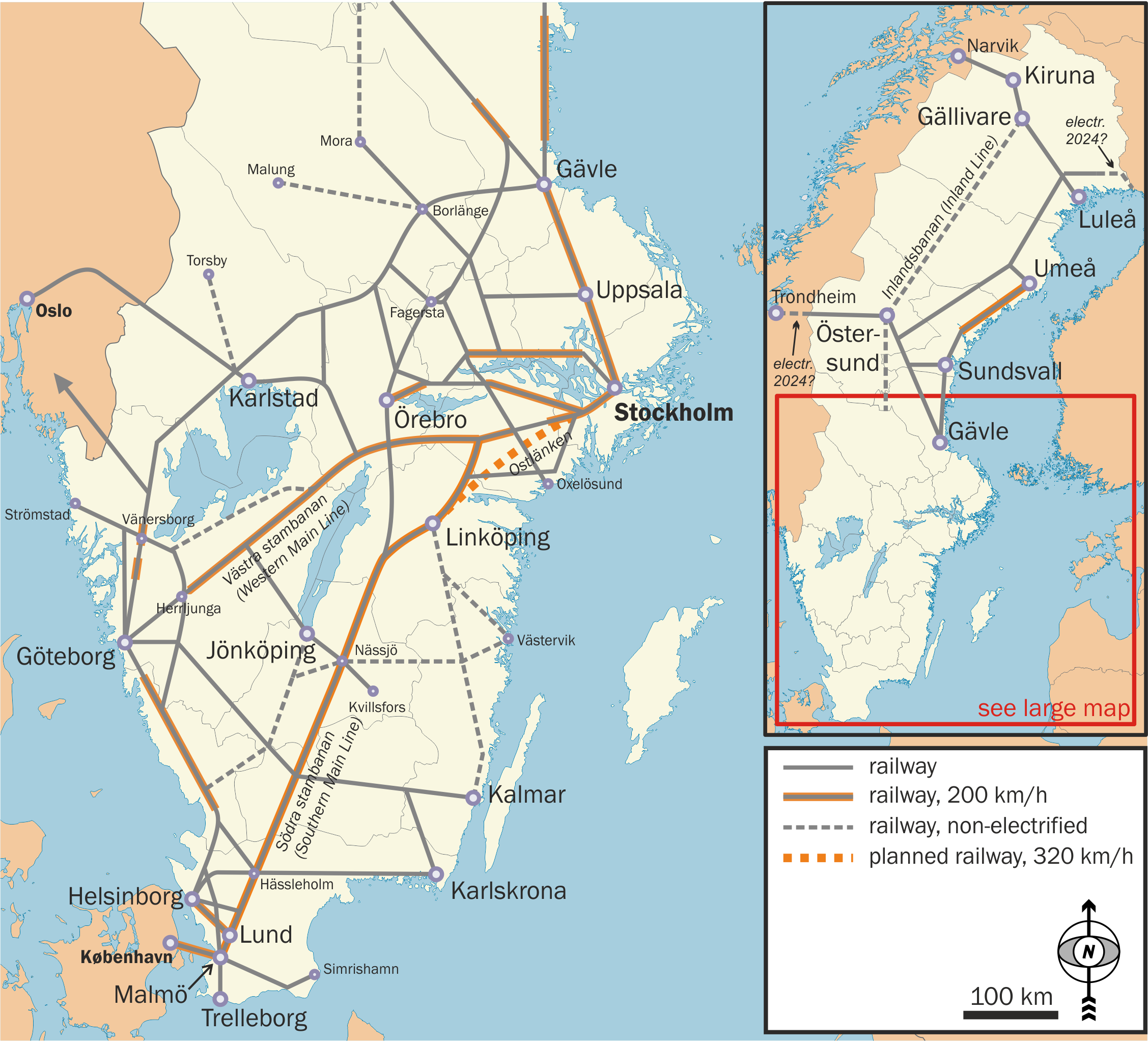
Sieć kolejowa w Szwecji

Transport kolejowy w Szwecji – system transportu kolejowego działający na terenie Szwecji.

## Rynek kolejowy
Od końca lat 80. XX wieku w Szwecji odchodzono od monopolu państwowego w zakresie usług kolejowych. Pierwszą istotną zmianą dotychczasowego stanu rzeczy było rozdzielenie infrastruktury od działań operacyjnych w ramach procesu separacji pionowej dokonanej w roku 1988. Działanie to stało się pierwszym krokiem na drodze do liberalizacji rynku kolejowego w Szwecji i pełnej liberalizacji usług transportowych. Proces ten dokonał się w kilku etapach. Pierwszym z nich była całkowita liberalizacja przewozów towarowych w roku 1996, a ostatnim pełne otwarcie rynku przewozów pasażerskich w latach 2009–2011.
Oznaczało to definitywny koniec monopolu SJ AB, który pozostaje jednak największym operatorem w zakresie przewozów pasażerskich. Podobnie dominującą pozycję zachował operator przewozów towarowych Green Cargo AB. Oba przedsiębiorstwa pozostają w 100% własnością państwa.
Szwedzka sieć kolejowa składa się z około 11 900 km linii kolejowych, wykorzystywanych zarówno do przewozów pasażerskich – regionalnych i długodystansowych – oraz towarowych. 81% z nich jest zelektryfikowanych. Energia elektryczna zasilająca sieć trakcyjną jest zapewniana przez dostawców zewnętrznych – firmy energetyczne. Trafia do sieci trakcyjnej przez osiem stacji i 48 podstacji rozsianych na terenie całego kraju.
Za jej dostarczanie i dystrybuowanie w sieci kolejowej odpowiedzialny jest państwowy zarządca infrastruktury – Agencja ds. Transportu (Trafikverket).
Kolej szwedzka jest przykładem czystego, instytucjonalnego rozdzielenia infrastruktury od przewozów. Infrastruktura stanowi niemal w całości własność państwa.
Trafikverket odpowiada za zarządzanie około 80% całości funkcjonującej infrastruktury. Do jej podstawowych zadań należy zarządzanie, planowanie i rozwój zrównoważonego systemu transportowego. Agencja odpowiedzialna jest także za utrzymywanie i rozwój sieci dróg i linii kolejowych. Działania związane z utrzymywaniem właściwego stanu technicznego są wykonywane głównie w postaci zamówień zlecanych innym podmiotom państwowym i prywatnym zazwyczaj w formie postępowania ofertowego.
W przewozach dominuje ruch pasażerski, który stanowi około 70% całości przewozów. Jest to szczególnie widoczne na obszarach gęsto zaludnionych w środkowej i południowej części kraju. W części północnej sytuacja jest odwrotna – przewozy towarowe stanowią około 80% całości przewozów.
Za regionalne przewozy pasażerskie odpowiedzialnych jest 21 regionalnych agencji transportu publicznego.

## Sieć kolejowa
W Szwecji sieć kolejowa dzieli się na linie główne (ok. 6300 km) oraz linie drugorzędne (ok. 3300 km), na których Regionalne Zarządy Transportowe zamawiają usługi publiczne. Ponadto w 1993 r. kontrolę nad 1000 km linii małoobciążonych przekazano lokalnym władzom. Poza tym funkcjonują sieci wydzielone z sieci krajowej.

### Likwidacja linii
W Szwecji (wg rozporządzenia 2004:526) w stosunku do infrastruktury państwowej zarządca sieci Trafikverket może zdecydować o zaprzestaniu utrzymywania części sieci kolejowej, jeśli ruch jest na niej prowadzony w bardzo małym stopniu. Zanim zdecyduje o powyższym, powinien skonsultować się z właściwym administracyjnie zarządem powiatu, gminy, regionalnymi agencjami transportowymi, innymi zarządcami i przewoźnikami. Zarządca może podjąć decyzję o wznowieniu utrzymywania części sieci kolejowej jeśli można założyć, że ruch na danej linii będzie prowadzony w wystarczającym zakresie. Podobnie jak przy zawieszeniu utrzymania, zanim zostanie ono wznowione, zarządca powinien skonsultować się z odpowiednimi władzami oraz przewoźnikami.
W następnym etapie Trafikverket może zdecydować, że państwowa część sieci, która nie jest utrzymywana, powinna zostać zamknięta. Decyzja o zamknięciu może być dokonana najwcześniej trzy lata po decyzji o zawieszeniu utrzymania. Zanim Trafikverket zdecyduje o zamknięciu, powinien skonsultować się ze szwedzkimi siłami zbrojnymi i podmiotami wskazanymi powyżej.
Istnieje także alternatywna możliwość. Jeśli zarządca nie zamierza utrzymywać części państwowej sieci kolejowej, może fakultatywnie ją wydzierżawić. W tym wypadku również jest zobowiązany do konsultacji z właściwymi administracyjnie władzami powiatu, gminy oraz przedsiębiorstwami kolejowymi. Dzierżawca przejmie odpowiedzialność za utrzymanie oraz inwestycje, które są niezbędne do wykonywania przewozów. Ponosi także odpowiedzialność jak gdyby był właścicielem części infrastruktury. Prawo nie przewiduje jednak obowiązku zwracania się z wnioskiem o dzierżawę do podmiotów samorządowych czy prywatnych.

## Zarządcy infrastruktury kolejowej
W Szwecji ustawa kolejowa przewiduje obowiązek licencjonowania zarządców infrastruktury, z wyjątkiem krajowego zarządcy Trafikverket. Licencję może otrzymać przedsiębiorca, którego:
1. uwzględniając umiejętności zawodowe, zdolność finansową i dobrą reputację uznaje się za właściwego do zarządzania infrastrukturą kolejową i obsługi instalacji należących do infrastruktury,
2. co do którego można się spodziewać, że będzie spełniać wymogi związane z ogólnymi wymogami bezpieczeństwa oraz w przepisach wskazanych przez rząd lub organ nadzoru rynku dotyczących bezpieczeństwa oraz kwestii technicznych.
Wymagania te mogą być dostosowane do rodzaju i zakresu prowadzonej działalności. Organ nadzoru określa w zezwoleniu, jak wymogi zostały dostosowane i jakiej działalności licencja dotyczy.
W Szwecji jest kilkuset zarządców infrastruktury kolejowej: większość z nich to podmioty małe – lecz własność linii należy do państwa, z wyjątkiem wielu tzw. ostatnich mil oraz linii Inlandsbanan przejętej przez samorządy lokalne. Zarządcy podlegają przepisom zawartym w ustawie kolejowej. Zarządcy nie mogą być jednak jednocześnie przewoźnikami, obowiązuje całkowity rozdział funkcji. Zarządca jest z mocy prawa również odpowiedzialny za czynności utrzymaniowe, aczkolwiek może zlecić te czynności innym podmiotom. Zarządcy mogą być jednocześnie właścicielami infrastruktury, należy jednak wskazać, że liczba zarządców spowodowana jest przede wszystkim faktem zakwalifikowania wszelkich elementów infrastruktury jako infrastruktura kolejowa (bocznice, terminale, „ostatnia mila”). Nie przewiduje się rozdziału funkcji zarządczych sensu stricto oraz utrzymania, choć zarządca może podzlecać wykonywanie tych czynności.